# 穆罕默德·梅米奇
穆罕默德·梅米奇（1960年9月2日—），波斯尼亚和黑塞哥维那男子手球运动员。他曾代表南斯拉夫国家队参加1988年夏季奥林匹克运动会手球比赛，获得一枚铜牌。